# Nefry
NefryはESP32を搭載するIoTプロトタイピングボードである。

## 概要
Arduino IDEで開発可能。Nefry BTは日本生まれの開発ボードなので、日本語でのサポート情報やイベント開催が豊富という特徴を有する。

## 開発環境
Arduino IDEを使えば比較的容易に開発できる。